# Shamir (Israel)
Shamir (en hebreo: שמיר ) es un kibutz situado en el norte de Galilea, en Israel. Está situado al oeste de los Altos del Golan, y pertenece al Consejo Regional del norte de Galilea. En el año 2006 tenía una población de 608 personas.

## Historia

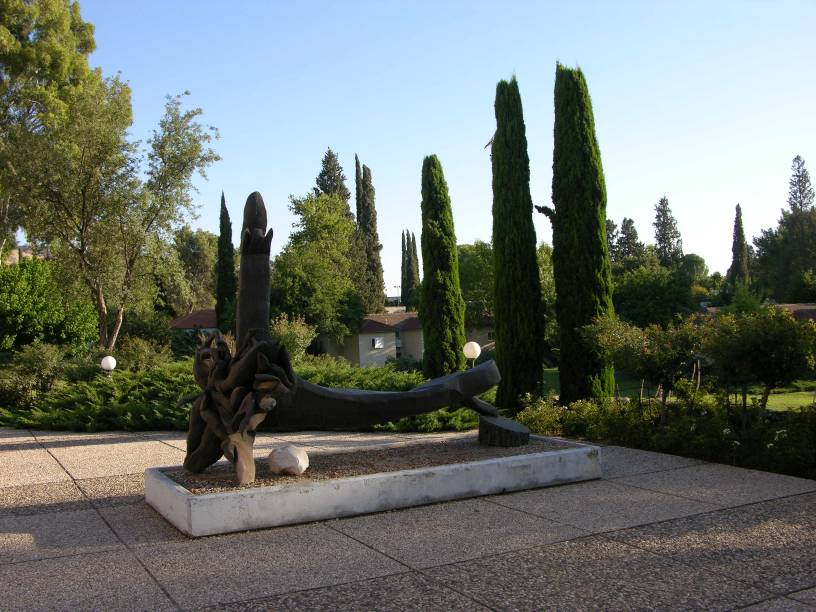
Memorial en el Kibutz Shamir.

El asentamiento fue establecido en el año 1944 por un pequeño grupo de inmigrantes rumanos. La primera generación de colonos eran miembros de las juventudes del movimiento sionista socialista Hashomer Hatzair. Después de la guerra árabe-israelí de 1948, la ONU estableció la frontera entre Israel y Siria, esta frontera pasa a unos pocos centenares de metros al este del kibutz.
El jueves 13 de junio de 1974, cuatro militantes del Frente Popular para la Liberación de Palestina Comando General entraron por la frontera entre el Líbano e Israel e invadieron la localidad. 
Los agresores entraron en uno de los edificios del kibutz y dispararon a Edna Mor (que estaba embarazada) y a Shoshana Galili. Los combatientes continuaron disparando al azar. Judith Shinton, una voluntaria de Nueva Zelanda, volvía del apiario después de desayunar y fue asesinada por un terrorista.
Algunos habitantes del asentamiento cogieron sus armas y corrieron en la dirección de donde venían los disparos. En la batalla que siguió, los cuatro terroristas fueron asesinados por los miembros del kibutz.

## Economía

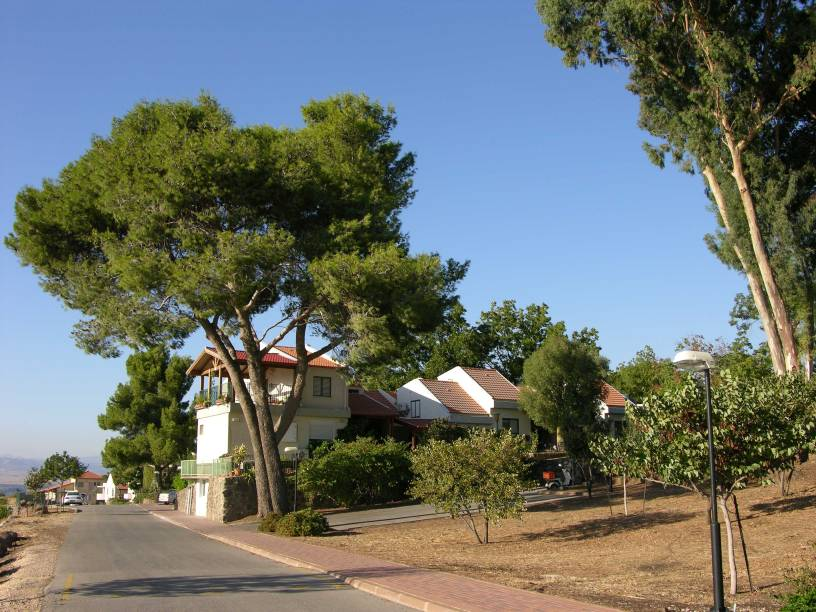
Casas del Kibutz Shamir.

Shamir es uno de los kibutz más prósperos de Israel, produce miel, artículos de higiene personal, y productos ópticos. La empresa óptica, Shamir Optical Industry Ltd. es una compañía que cotiza en bolsa y on el NASDAQ. El asentamiento también recibe ingresos del turismo y ofrece vistas del Monte Hermón y del Valle de Hula.

## Lugares de interés
Son de notable interés, las piedras del siglo III con inscripciones griegas y varios dólmenes que hay en las cercanías de la localidad.